# Danil Wadimowitsch Guschtschin
Danil Wadimowitsch Guschtschin (russisch Данил Вадимович Гущин; englische Transkription: Danil Vadimovich Gushchin; * 6. Februar 2002 in Jekaterinburg) ist ein russischer Eishockeyspieler, der seit Mai 2021 bei den San Jose Sharks aus der National Hockey League (NHL) unter Vertrag steht und seit April 2022 vorwiegend bei deren Farmteam, den San Jose Barracuda, in der American Hockey League (AHL) auf der Position des rechten Flügelstürmers zum Einsatz kommt.

## Karriere
Danil Guschtschin begann mit dem Eishockey bei Spartakowez Jekaterinburg. Im Alter von 14 Jahren ging er nach Moskau, wo er je ein Jahr in den Jugendabteilungen von Dynamo und ZSKA spielte. Mit ZSKA Moskau gewann er im Jahr 2018 die russische U17-Meisterschaft. Zur Saison 2018/19 wechselte der Flügelstürmer zu den Muskegon Lumberjacks in die United States Hockey League (USHL), die höchste Juniorenliga der Vereinigten Staaten. Für die Lumberjacks erzielte der Russe in drei Spielzeiten insgesamt 151 Scorerpunkte in 145 Spielen und wurde 2020 in das Third All-Star-Team und 2021 in das First All-Star-Team gewählt.
Zur folgenden Spielzeit 2021/22 wechselte Guschtschin zu den Niagara IceDogs in die kanadische Ontario Hockey League (OHL), die ihn bereits im CHL Import Draft 2019 an siebter Gesamtposition ausgewählt hatten. Auch in Barrie etablierte sich der Angreifer als regelmäßiger Scorer, so erzielte er 41 Tore bei 71 Punkten in 51 Partien. Schon beim NHL Entry Draft 2020 hatten sich die San Jose Sharks aus der National Hockey League (NHL) durch einen Zugriff in der dritten Runde an insgesamt 76. Stelle die Rechte an dem jungen Russen gesichert und setzten ihn im Frühjahr 2021 erstmals in drei Spielen bei ihrem Farmteam San Jose Barracuda in der American Hockey League (AHL) ein. Dort entwickelte er sich in der Folgezeit zum Stammspieler, kam aber in der Spielzeit 2022/23 auch zu seinen ersten beiden Einsätzen in der NHL. 2024 wurde er für das AHL All-Star Classic nominiert.

### International
Auf internationaler Ebene vertrat Guschtschin sein Heimatland bei einer Vielzahl von Turnieren. Auf U17-Niveau gewann er die Goldmedaille bei der World U-17 Hockey Challenge 2018 und 2019. Zudem gewann er Gold beim Hlinka Gretzky Cup 2019 und Bronze im Jahr zuvor. Darüber hinaus war der Flügelstürmer Teil der russischen U18-Auswahl, die bei den U18-Junioren-Weltmeisterschaft 2019 die Silbermedaille errang.

## Erfolge und Auszeichnungen
- 2018 Russischer U17-Meister mit dem HK ZSKA Moskau
- 2020 USHL Third All-Star Team
- 2021 USHL First All-Star Team
- 2024 Teilnahme am AHL All-Star Classic (verletzungsbedingte Absage)

### International
| - 2018 Bronzemedaille beim Hlinka Gretzky Cup - 2018 Goldmedaille bei der World U-17 Hockey Challenge - 2019 Silbermedaille bei der U18-Weltmeisterschaft | - 2019 Goldmedaille beim Hlinka Gretzky Cup - 2019 Goldmedaille bei der World U-17 Hockey Challenge - 2019 Goldmedaille bei der World Junior A Challenge |

## Karrierestatistik
Stand: Ende der Saison 2023/24

### International
Vertrat Russland bei:
| - Hlinka Gretzky Cup 2018 - World U-17 Hockey Challenge 2018 - U18-Junioren-Weltmeisterschaft 2019 | - Hlinka Gretzky Cup 2019 - World U-17 Hockey Challenge 2019 - World Junior A Challenge 2019 |

(Legende zur Spielerstatistik: Sp oder GP = absolvierte Spiele; T oder G = erzielte Tore; V oder A = erzielte Assists; Pkt oder Pts = erzielte Scorerpunkte; SM oder PIM = erhaltene Strafminuten; +/− = Plus/Minus-Bilanz; PP = erzielte Überzahltore; SH = erzielte Unterzahltore; GW = erzielte Siegtore; 1 Play-downs/Relegation; Kursiv: Statistik nicht vollständig)